# Однажды в сказке (сезон 4)
Четвёртый сезон американского драматического телесериала «Однажды в сказке». В США показ сезона осуществлял телеканал ABC с 28 сентября 2014 года по 10 мая 2015 года. Сезон был разделён на две логические части.
Сюжет первых двенадцати серий вращается вокруг главных героев и их противостояния Снежной Королеве. В этом сезоне появляются новые персонажи, в числе которых персонажи мультфильма «Холодное сердце» — Эльза, Анна и Кристофф. Во второй половине сезона зрители увидели возвращение Кристин Бауэр в роли Малефисенты.

## Сюжет

### Часть 1 (11 эпизодов)
«Никогда не отступайтесь от людей, которых вы любите…»
Новые умопомрачительные приключения Эммы Свон, Белоснежки, Прекрасного Принца, Злой Королевы, Крюка, а также других представителей Сказочного Мира. Вместе они будут противостоять силе, столь тёмной, зловещей и непредсказуемой, что даже сам Румпельштильцхен не осмелится вступить с ней в схватку единолично, — Снежной Королеве… В штате Мэн жители небольшого городка Сторибрук даже не подозревают, что приготовила для них Эльза.
В прошлом — в королевстве Эренделл, которым правит королева Эльза, мы узнаем, что случилось с ней и её сестрой Анной, а также женихом Анны Кристоффом. Мы сможем узнать ответ на вопрос — почему Эльза все-таки была узницей Румпельштильцхена?
Между тем, в настоящем Эмма вернула из прошлого жену Робина Гуда Мэриан, тем самым помешав отношениям Реджины и Робина. Пойдет ли Реджина по дороге зла, снова став Злой Королевой? Сделает ли она все возможное, чтобы отомстить Эмме за своё разрушенное счастье? В это время новобрачные Белль и Румпельштильцхен продолжают любить друг друга. Но Румпельштильцхен хранит тайну от Белль, которая может навсегда разрушить их счастье. Румпельштильцхен, он же мистер Голд, все ещё владеет Кинжалом Темного. Смогут ли Эмма и Крюк быть вместе? Удастся или нет им вывести свою любовь на новый уровень?
Мэри Маргарет и Дэвид растят маленького принца Нила, стараясь воспитать его храбрым и смелым. Но они все ещё грустят по прошлому. Прошлому, в котором так и не смогли вырастить Эмму. Генри как никогда счастлив, ведь обе его матери в Сторибруке. Но не все так гладко. По его венам течет кровь его биологической матери Эммы, Спасительницы, и кровь его дедушки со стороны отца, Румпельштильцхена, нынешнего Темного Мага. И эта кровь, которая объединяет в себе свет и тьму, будет постоянно испытывать его. И, наконец, Уилл Скарлет («Однажды в стране чудес»), бывший участник отряда Робина Гуда, который путешествует по многим мирам, под конец оказывается в Сторибруке. Его судьба переплетается с событиями происходящими в городе, а таинственное прошлое толкает к неизвестному будущему. Новые персонажи посетят город Сторибрук, старые знакомые предстанут в неожиданном, новом свете. Но не всем им можно доверять.

### Часть 2 (12 эпизодов)
«Может ли Злодей стать Героем? Может ли сердце Героя наполниться тьмой?»
Реджина решает найти таинственного Автора, чтобы он написал ей счастливый конец. В этой нелегкой миссии, операции «Мангуст», ей помогают Эмма и Генри. Однако не все так просто: ведь не только они хотят найти Автора книги сказок. Румпельштильцхен, изгнанный своей супругой Белль из города, решает воссоздать группу злодеек, Королев Тьмы — Малефисенты, Урсулы и Круэллы де Виль. Он намерен вернуться в город Сторибрук, дабы найти Автора и свой счастливый конец. Правда, все не так просто. Чтобы заполучить этот конец, ему нужно переманить Эмму на сторону зла. Чтобы узнать, что именно замышляет Голд, Реджина, рискуя жизнью, втирается в группировку злодеев, став шпионкой света и мрака одновременно и в действительности будучи на стороне света.
Между тем в семье Прекрасных не всё спокойно. Белоснежка с мужем скрывают от Эммы важный секрет. Вскоре они понимают, что совершают ужасную ошибку, скрывая от дочери прошлое. Супруги рассказывают ей важную тайну. Эмма в ярости и больше не желает и видеть родителей. Тем временем Румпель ищет волшебную дверь, что нарисована на холсте в книге. Генри, понимая, что он в опасности, убегает в дом своего деда, где находит ключ от двери. Но внезапно появляются Реджина, Круэлла и Малефисента. Последние велят мальчику отдать им нужную страницу, однако Королева, назвав сына полным именем, намекает ему на фальшивку.
В это время Голд приходит к своей возлюбленной (Малефисента усыпила весь город) и несмотря на то, что она спала, рассказывает, что если он не заставит Автора написать ему счастливый конец, то умрёт. Наконец Реджина отдает Голду страницу, но тот сразу догадывается, что она фальшивая, и троица понимает, что Королева их ловко обманывала. Малефисента её усыпляет, и они уносят Реджину в её же склеп.

## В ролях

### Основной состав
- Джиннифер Гудвин — Белоснежка/Мэри Маргарет Бланшар (22 эпизода)
- Дженнифер Моррисон — Эмма Свон/Спасительница  (23 эпизода)
- Лана Паррия — Злая королева/Реджина Миллс (23 эпизода)
- Джошуа Даллас — Прекрасный Принц/Дэвид Нолан (22 эпизода)
- Эмили де Рэвин — Белль / Лейси Френч (17 эпизодов)
- Колин О’Донохью — Капитан Киллиан «Крюк» Джонс (22 эпизода)
- Джаред Гилмор — Генри Миллс (21 эпизода)
- Майкл Сока — Уилл Скарлет/Червонный Валет (14 эпизодов)
- Роберт Карлайл — Румпельштильцхен/Мистер Голд (21 эпизода)

### Второстепенный состав
- Шон Магуайр — Робин Гуд / Робин из Локсли (14 эпизодов)
- Джорджина Хэйг — Эльза (12 эпизодов)
- Элизабет Лэил — Анна (10 эпизодов)
- Элизабет Митчелл — Ингрид/Снежная Королева/Сара Фишер (10 эпизодов)
- Скотт Майкл Фостер — Кристофф (9 эпизодов)
- Кристин Бауэр — Малефисента (9 эпизодов)
- Ли Аренберг — Мечтатель/Ворчун/Лерой (7 эпизодов)
- Беверли Эллиотт — Вдова Лукас/Бабушка (7 эпизодов)
- Патрик Фишлер — Исаак Хеллер/Автор/Коробейник (7 эпизодов)
- Тимоти Уэббер — Ученик Чародея (7 эпизодов)
- Виктория Смарфит — Круэлла Де Виль/Круэлла Фейнберг (7 эпизодов)
- Меррин Данги — Урсула, морская ведьма (6 эпизодов)
- Фаустино Ди Бауда — Соня/Уолтер (5 эпизодов)
- Кристи Лэйн — Мэриан (5 эпизодов)
- Ребекка Мэйдер — Зелина/Злая ведьма Запада/Зелина Миллс (5 эпизодов)
- Рафаэль Алехандро — Роланд (5 эпизодов)
- Эйон Бэйли — Пиноккио/Август Уэйн Бут (4 эпизода)
- Эбби Росс — Эмма в юности (4 эпизода)
- Киган Коннор Трейси — Голубая Фея/Мать-Настоятельница (3 эпизода)
- Джон Рис-Дэвис — Пабби, Король Троллей (голос) (3 эпизода)
- Агнес Брукнер — Лилит «Лили» Пейдж (3 эпизода)
- Джейсон Буркарт — Малыш Джон (3 эпизода)
- Майкл Колман — Весельчак (3 эпизода)
- Дэвид-Пол Гроув — Умник (3 эпизода)
- Гейб Наут — Чихун/Том Кларк (3 эпизода)
- Джеффри Кайзер — Простачок (3 эпизода)
- Миг Макарио — Скромник (3 эпизода)
- Тони Амендола — Джеппетто/Марко (3 эпизода)
- Сара Болджер — Аврора (2 эпизода)
- Джейкоб Дэвис — Пиноккио в детстве (2 эпизода)
- Джанкарло Эспозито — Сидни Гласс/Волшебное Зеркало/Джинн из Аграбы (2 эпизода)
- Джоанна Гарсиа-Свишер — Ариэль/Русалочка (1 эпизод)
- Кристофер Готье — Уильям Сми (1 эпизод)
- Барбара Херши — Кора/Червонная Королева (1 эпизод)
- Тони Перес — Принц Генри (1 эпизод)
- Рафаэль Сбардж — Говорящий Сверчок/Доктор Арчи Хоппер (1 эпизод)

### Приглашённые актёры
- Паскаль Хаттон — Королева Герда (2 эпизода)
- Тайлер Мур — Принц Ханс (2 эпизода)
- Нилс Дж. Хонестад — Франс (2 эпизода)
- Маркус Роснер — Юрген (2 эпизода)
- Салли Прессман — Хельга (2 эпизода)
- Николь Муньос — Лили в юности (2 эпизода)
- Чарльз Межер — Чёрная Борода (2 эпизода)
- Уилл Трэвэл — Шериф Ноттингема/Кит (2 эпизода)
- Оливер Райс — Король Эренделла (1 эпизод)
- Робин Вайгерт — Бо Пип (1 эпизод)
- Габриэль Роуз — Рут (1 эпизод)
- Брэд Дуриф — Зосо (1 эпизод)
- Эрик Кинлисайд — Сэр Морис/Мо Френч (1 эпизод)
- Фрэнсис О’Коннор — Колетт (1 эпизод)
- Джесси Шрэм — Золушка/Эшли Бойд (1 эпизод)
- Дарси Джонсон — Окен (1 эпизод)
- Брайтон Шарбино — Ингрид в детстве (1 эпизод)
- Ава Мари Телек — Герда в детстве (1 эпизод)
- Бэйли Херберт — Хельга в детстве (1 эпизод)
- Джонатан Руньон — Герцог Варавский в молодости (1 эпизод)
- Ребекка Высоки — Мадам Фаустина (1 эпизод)
- Себастьян Роше — Король Стефан (1 эпизод)
- Эрни Хадсон — Посейдон (1 эпизод)
- Тиффани Бун — Урсула в молодости (1 эпизод)
- Джонатан Адамс — Волшебник/Мерлин (голос) (1 эпизод)

## Эпизоды
| № общий | № в сезоне | Название                                             | Режиссёр                     | Автор сценария                  | Дата премьеры    | Зрители в США (млн) |
| --- | ---------- | ---------------------------------------------------- | ---------------------------- | ------------------------------- | ---------------- | ------------------- |
| 67 | 1          | «A Tale of Two Sisters» «Сказка о двух сёстрах»      | Ральф Хемекер                | Эдвард Китсис и Адам Хоровиц    | 28 сентября 2014 | 9,47                |
| Испуганная, не понимающая, где она находится, Эльза оказывается в Сторибруке. Боясь намерений жителей города, она создает снежного монстра для своей защиты. Теперь, когда жена Робин Гуда, Мэриан, неожиданно вернулась, Реджина обдумывает, закончился ли на этом её «счастливый конец» со знаменитым вором. Во время своего медового месяца мистер Голд находит таинственный предмет, который заставляет его задуматься, позволить ли Белль контролировать кинжал, делающий его Темным или нет? Между тем Крюк встревожен, ведь ему кажется, что Эмма избегает его, потому чувствует ответственность за возвращение Мэриан и боль Реджины. Тем временем в Эренделле в прошлом, должна состояться свадьба Анны. В это время Эльза обнаруживает, что их родители, которые погибли в кораблекрушении, направлялись в загадочное место. Они искали того, кто смог бы помочь Эльзе контролировать её магию льда. Несмотря на протесты Эльзы, Анна решает закончить путешествие родителей и найти то, что пытались обнаружить они. |            |                                                      |                              |                                 |                  |                     |
| 68 | 2          | «White Out» «Временная слепота»                      | Рон Андервуд                 | Джейн Эспенсон                  | 5 октября 2014   | 8,78                |
| Отчаянно пытаясь найти свою сестру Анну, Эльза пугается встречи с Эммой и случайно замуровывает пещеру в которой они обе находятся. Находясь в взаперти в ледяной пещере, жизнь Эммы подвергается опасности. Реджина пребывает в депрессии из-за её разрыва с Робин Гудом. Она решает изолировать себя от города и огорчающего её Генри. Между тем горожане избирают своим лидером Мэри Маргарет. Жители Сторибрука пытаются починить генератор, пострадавший от магии Эльзы и восстановить подачу электричества в городе. Тем временем в прошлом, в Зачарованном Лесу, Анна пытается научить молодого и робкого Дэвида сражаться с Бо Пип. Эта суровая военачальница угрожает безопасности его фермы, в том случае, если Дэвид и его родители не заплатят налог. |            |                                                      |                              |                                 |                  |                     |
| 69 | 3          | «Rocky Road» «Каменистый путь»                       | Морган Беггс                 | Дэвид Х. Гудман и Джером Шварц  | 12 октября 2014  | 7,92                |
| Когда ледяное проклятие замораживает сердце Мэриан и убивает её, жители Сторибрука винят в этом Эльзу. Но, никому не известная женщина, которая владеет кафе-мороженым, обладает такими же силами, как и Эльза, и пытается её подставить. Эмма и Дэвид находят Уилла Скарлетта, бывшего участника команды Гуда, роющегося у Робина в палатке. Реджина объединяется с Генри, чтобы найти автора Книги Сказок, Мэри Маргарет испытывает трудности, будучи одновременно мэром Сторибрука и матерью маленького Нила. Крюк подозревает, что мистер Голд все еще контролирует кинжал Темного. Тем временем в прошлом в Эренделле Эльза и Кристофф стараются остановить Ханса в его попытках взять под контроль Королевство. |            |                                                      |                              |                                 |                  |                     |
| 70 | 4          | «The Apprentice» «Подмастерье»                       | Ральф Хемекер                | Эндрю Чамблис и Дана Хорган     | 19 октября 2014  | 8,07                |
| После того, как Эмма приглашает Крюка на их первое свидание, он навещает мистера Голда и просит свою руку, чтобы обнять Эмму. Но у магии всегда есть цена. Генри и Мэри Маргарет пытаются внушить надежду Реджине, когда она расстраивается из-за того, что не получается найти лекарство, чтобы спасти замороженную Мэриан, а Уилл Скарлет пытается проникнуть в библиотеку Сторибрука, чтобы найти особенную книгу. Тем временем в Зачарованном Лесу Румпельштильцхен ищет волшебную шкатулку, охраняемую таинственным учеником некоего чародея, и хочет использовать Анну, чтобы помочь ему. |            |                                                      |                              |                                 |                  |                     |
| 71 | 5          | «Breaking Glass» «Разбитое стекло»                   | Олрик Райли                  | Калинда Васкес и Скотт Нимерфо  | 26 октября 2014  | 6,87                |
| Реджина неохотно объединяется с Эммой, чтобы найти Снежную Королеву. Сидни, который все еще пленник Реджины в зеркале, обнаруживает её местонахождение и соглашается привести её на место действия. Пока Белль нянчит маленького Нила, Дэвид и Мэри Маргарет взволнованы и готовятся к своему первому свиданию, но занимаются поимкой Уилла Скарлета, сбежавшего из городской тюрьмы. Эльза видит Анну в лесу Сторибрука. Тем временем в прошлом юная Эмма нашла родственную душу, когда подружилась с другой девочкой, тоже сиротой. |            |                                                      |                              |                                 |                  |                     |
| 72 | 6          | «Family Business» «Семейное дело»                    | Марио Ван Пиблз              | Калинда Васкес и Эндрю Чамблис  | 2 ноября 2014    | 7,54                |
| Погоня за неуловимой Снежной королевой набирает обороты. К тому же она была приемной матерью юной Эммы, но воспоминания об этом факте были стерты. Конечная цель погони - разобраться, какова роль Эльзы и жителей Сторибрука в её планах. Не знающая, что на самом деле она не может контролировать Темного мага Белль пытается использовать сопротивляющегося мужа и показать ей, где скрывается Снежная королева. Тем временем в прошлом Белль отправляется в Эренделл и, с помощью Анны находит дедулю Пабби, чтобы он помог вернуть утраченные воспоминания, касающиеся судьбы матери Белль. |            |                                                      |                              |                                 |                  |                     |
| 73 | 7          | «The Snow Queen» «Снежная Королева»                  | Билл Джирхарт                | Эдвард Китсис и Адам Хоровиц    | 9 ноября 2014    | 7,42                |
| Эмма задерживает Снежную Королеву и допрашивает в полицейском участке. Но она использует своё раннее знание Эммы, чтобы попытаться убедить её, что они на самом деле очень близки. Взаимоотношения Реджины и Робин Гуда становятся все сложнее, они изо всех сил пытаются найти способ спасти его умирающую жену, Эмма начинает видеть, что она упустила в детстве, будучи частью семьи Снежки и Прекрасного, когда видит, как Мэри Маргарет возится с малышом Нилом. А Генри начинает после школы работать в магазине мистера Голда, чтобы помочь Реджине найти ключ к личности автора книги сказок. Тем временем в прошлом, в Эренделле, мы узнаем о происхождении Снежной королевы и о её семейной связи с Эльзой и Анной, увидим, как она обнаружила свои эффектные, к тому же смертоносные ледяные силы. |            |                                                      |                              |                                 |                  |                     |
| 7475 | 89         | «Smash the Mirror» «Разбить зеркало»                 | Эгиль Эгилссон Ральф Хемекер | Дэвид Х. Гудман и Джером Шварц  | 16 ноября 2014   | 6,80                |
| В прошлом, в Эренделле Снежная королева пытается настроить Эльзу и Анну друг против друга. Но это оказывается гораздо труднее, чем она ожидала. Тогда Снежная Королева решает принимать решительные меры. Тем временем в Сторибруке магия Эммы выходит из-под контроля. Она боится причинить боль любимым людям и решает оттолкнуть всех, о ком она заботится, от себя. Эмма просит мистера Голда помочь обрести контроль над своими силами. Голд рассказывает Эмме, как можно избавиться от магии. Крюк пытается уговорить её не делать этого. Тем временем Реджина продолжает поиски автора книги сказок, но поиски принимают совершенно неожиданный поворот. Между тем Робин Гуд предлагает Уиллу Скарлету участвовать в некой тайной миссии, а Мэри Маргарет и Дэвид разыскивают Эмму. |            |                                                      |                              |                                 |                  |                     |
| 76 | 10         | «Fall» «Падение»                                     | Марио Ван Пиблз              | Джейн Эспенсон                  | 30 ноября 2014   | 6,43                |
| Проклятие «Искаженного зрения» надвигается на Сторибрук. Мэри Маргарет и Дэвид собирают горожан, чтобы подготовиться к проклятию. Тем временем Белль и феи ищут способ его снять. Мистер Голд вместе с Крюком в роли его невольного слуги разрабатывают план, как выбраться из города. В это время Реджина и Робин Гуд готовятся к худшему, а Эмма и Эльза с помощью заклинания обнаружения отчаянно разыскивают Анну. Между тем в Эренделле Анна и Кристофф пробуждаются и обнаруживают, что их королевство вновь в опасности. |            |                                                      |                              |                                 |                  |                     |
| 77 | 11         | «Shattered Sight» «Обман зрения»                     | Гвинет Хердер-Пэйтон         | Скотт Нимерфро и Це Чун         | 7 декабря 2014   | 6,20                |
| Город Сторибрук под воздействием проклятия «Искаженного зрения» погружен в хаос: жители готовы вцепиться друг другу в глотки. Тем временем Эмма и Эльза несутся к Башне с Часами — они сняли с себя заветные ленточки и намереваются сокрушить Снежную королеву и снять её проклятие с города. Между тем Дэвид может лишь смотреть, как Реджина и Белоснежка сошлись в поединке лицом к лицу. В это время мистер Голд забирает Белль и Генри — он готовится покинуть Сторибрук навсегда. А Уилл Скарлетт засекает Крюка. Кристофф приводит Анну к трогательному открытию. |            |                                                      |                              |                                 |                  |                     |
| 78 | 12         | «Heroes and Villains» «Герои и злодеи»               | Ральф Хемекер                | Эдвард Китсис и Адам Хоровиц    | 14 декабря 2014  | 5,69                |
| Жители города постепенно приходят в себя после Проклятия Снежной Королевы, а вот Реджине приходится сделать трудный выбор. Тем временем на чаше весов оказалась судьба Крюка. Любовь к власти мистера Голда угрожает всему, чем он дорожит. В прошлом, в Зачарованном лесу, происходит вторжение в Темный замок, когда там находилась Белль. Это чревато опустошающими последствиями как в прошлом, так и в будущем. |            |                                                      |                              |                                 |                  |                     |
| 79 | 13         | «Darkness on the Edge of Town» «Тьма на краю города» | Джон Эмиел                   | Эдвард Китсис и Адам Хоровиц    | 1 марта 2015     | 6,66                |
| C изгнанием Голда из города горожане Сторибрука пытаются возобновить свою обычную жизнь. В это время Крюк и Белль ищут способ вызволить фей из шляпы Чародея, а Эмма и Реджина ищут зацепки, которые могут привести их к Автору книги сказок Генри. Но когда ужасающая тьма появляется в городе, Эмма и Реджина вынуждены вновь противостоять силам зла. Тем временем в Нью-Йорке Голд и Урсула уговаривают Круэллу присоединиться к их компании. Мистер Голд решает, с их помощью, вновь вернуться в Сторибрук, чтобы вернуть свой «счастливый конец». |            |                                                      |                              |                                 |                  |                     |
| 80 | 14         | «Unforgiven» «Непрощённый»                           | Адам Хоровиц                 | Калинда Васкес и Эндрю Чамблис  | 8 марта 2015     | 6,72                |
| Дэвид и Мэри Маргарет подозревают, что Круэлла и Урсула прибыли в Сторибрук не просто, чтобы найти своё «долго и счастливо». Нечто угрожает раскрыть секрет, который они давно предали забвению. Эмма начинает собственное расследование, касаемое Круэллы и Урсулы, но не может избавиться от чувства, что друзья и семья что-то скрывают от неё. Между тем Реджина и Генри продолжают поиски Автора. Они обращаются к Пиноккио и Марко в надежде, что Пиноккио может что-то вспомнить об Авторе. В прошлом, в Зачарованном Лесу Белоснежка и Прекрасный Принц пересекаются с Королевами Тьмы. Они просят помочь им справиться с угрозой Темного Проклятия, которое хочет наложить Злая Королева Реджина. |            |                                                      |                              |                                 |                  |                     |
| 81 | 15         | «Enter the Dragon» «Пришествие Дракона»              | Ральф Хемекер                | Дэвид Х. Гудман и Джером Шварц  | 15 марта 2015    | 5,88                |
| Реджина решает проникнуть в стан врага к Королевам Тьмы в качестве агента под прикрытием. Но для этого ей нужно доказать, что она по-прежнему готова вершить злые дела. Тем временем Эмма, Дэвид и Мэри Маргарет тайно наблюдают за ней. Между тем Крюк просит Белль о необычном одолжении, а Генри добивается успеха в поисках Автора книги. В прошлом, в Зачарованном лесу, Реджина поддерживает и помогает Малефисенте, что отчаялась после своей неудавшейся мести и хандрит. Это дало искру, чтобы разжечь необычную дружбу между двумя колдуньями. |            |                                                      |                              |                                 |                  |                     |
| 82 | 16         | «Poor Unfortunate Soul» «Несчастная душа»            | Стив Перлман                 | Эндрю Чамблис и Дана Хорган     | 22 марта 2015    | 5,79                |
| Крюк решает использовать их с Урсулой непростую историю, чтобы выяснить, что она знает о делах Голда. Между тем мистер Голд и Королевы Тьмы терзают Августа, пытаясь выяснить, что тот знает об Авторе. Эмма, Мэри Маргарет и Дэвид спешат найти их. В это время у Реджины растет тревога за безопасность Робина Гуда в то время, пока она работает под прикрытием со злодейками. В прошлом, встревоженная юная Урсула договаривается с Крюком. Он должен помочь ей сбежать из дома, но совсем скоро она узнает, что доверять пирату не очень мудро. |            |                                                      |                              |                                 |                  |                     |
| 83 | 17         | «Best Laid Plans» «Наилучшие планы»                  | Рон Андервуд                 | Калинда Васкес и Джейн Эспенсон | 29 марта 2015    | 5,48                |
| Крюк рассказывает Эмме о планах Голда, а Реджина в это время решает возглавить группу злодеев. Генри удается совершить прорыв в поисках автора, однако Дэвид и Мэри Маргарет берут паузу, чтобы тщательно продумать новый план. |            |                                                      |                              |                                 |                  |                     |
| 84 | 18         | «Heart of Gold» «Сердце Голда»                       | Билли Гирхарт                | Скотт Нимерфро и Це Чун         | 15 апреля 2015   | 5,17                |
| Эмма пытается прийти в себя после новостей о прошлом её родителей и Малефисенты, однако времени катастрофически не хватает. Где-то в Сторибруке Автор, и его необходимо найти раньше мистера Голда. Тем временем мистер Голд принуждает Реджину оказать ему помощь, а Робин Гуд узнает о том, что значит быть благородным вором. |            |                                                      |                              |                                 |                  |                     |
| 85 | 19         | «Sympathy for the De Vil» «Сочувствие к Де Виль»     | Ромео Тирони                 | Дэвид Х. Гудман и Джером Шварц  | 19 апреля 2015   | 5,12                |
| В вымышленных 1920-х, в Англии, мать Круэллы использует далматинцев для запугивания своей дочери. Круэлла заперта на чердаке у матери, пока не появляется таинственный незнакомец, который убеждает её бросить вызов обидчице. В Сторибруке Реджина умудряется воздействовать на мистера Голда так, чтобы он не мешал ей спасти Робина, но её поездка в Нью-Йорк откладывается на неопределенный срок, когда они с Эммой узнают, что Круэлла похитила Генри и требует убить Автора. |            |                                                      |                              |                                 |                  |                     |
| 86 | 20         | «Lily» «Лили»                                        | Ральф Хемекер                | Эндрю Чамблис и Дана Хорган     | 26 апреля 2015   | 5,21                |
| Потенциальная склонность Эммы к Тьме нависла над всеми. Эмма узнает, что Лили, которая была когда-то её самой близкой подругой, является дочерью Малефисенты. Эмма пытается отыскать Лили и помочь ей встретиться с матерью. Реджина объединяется с Эммой, чтобы разыскать Лили и предупредить Робина о Зелине. Тем не менее, ни одна не готова к тому, с чем они столкнутся за пределами их города. Тем временем в Сторибруке мистер Голд переживает кризис с участием Белль. В прошлом, юная Эмма пытается прижиться в новой семье, пока появление Лили не переворачивает все с ног на голову. |            |                                                      |                              |                                 |                  |                     |
| 87 | 21         | «Mother» «Мама»                                      | Рон Андервуд                 | Джейн Эспенсон                  | 3 мая 2015       | 5,31                |
| Эмма возвращается в Сторибрук, чтобы воссоединить Лили и Малефисенту. В это время Реджина пытается справиться с последствиями беременности Зелины. Когда здоровье Голда ухудшается, Айзек начинает искать нового союзника, который бы обеспечил ему волшебные чернила, необходимые, чтобы переписать историю. В прошлом, в Зачарованном лесу Кора возвращается из страны Чудес к годовщине со дня убийства Дэниела, жениха Реджины. Колдунья просит прощения у дочери и клянется помочь ей обрести «истинную» любовь, но Реджина не верит в чистоту помыслов матери. |            |                                                      |                              |                                 |                  |                     |
| 8889 | 2223       | «Operation Mongoose» «Операция „Мангуст“»            | Ромео Тирони Ральф Хемекер   | Эдвард Китсис и Адам Хоровиц    | 10 мая 2015      | 5,51                |
| У Автора оказывается туз в рукаве, и он заключает союз с мистером Голдом. Эмма, её родители, Крюк и Реджина пытаются их остановить, но когда Автор и Голд переворачивают понятия героев и злодеев с ног на голову, любой счастливый конец кажется невероятно далеким. Генри обнаруживает, что у него есть возможность спасти свою семью прежде, чем последняя часть истории вступит в силу и изменения станут необратимы. |            |                                                      |                              |                                 |                  |                     |

## Рейтинги
| №         | Название                       | Дата оригинального показа | Рейтинг 18-49 | Недельный ранк 18-49 | Общие зрители (миллионы) | Оригинальный показ + повторы за 7 дней | Оригинальный показ + повторы за 7 дней | Оригинальный показ + повторы за 7 дней | Оригинальный показ + повторы за 7 дней |
| №         | Название                       | Дата оригинального показа | Рейтинг 18-49 | Недельный ранк 18-49 | Общие зрители (миллионы) | Увеличение рейтинга 18-49              | Увеличение зрителей (миллионы)         | Общий 18-49                            | Все зрители (миллионы)                 |
| --------- | ------------------------------ | ------------------------- | ------------- | -------------------- | ------------------------ | -------------------------------------- | -------------------------------------- | -------------------------------------- | -------------------------------------- |
| 67 (4-01) | «A Tale of Two Sisters»        | сентябрь 28, 2014         | 3.5/11        | 13                   | 9.47                     | 1.0                                    | 2.72                                   | 4.5                                    | 12.19                                  |
| 68 (4-02) | «White Out»                    | октябрь 5, 2014           | 3.2/9         | 10                   | 8.78                     | 1.2                                    | 2.84                                   | 4.4                                    | 11.62                                  |
| 69 (4-03) | «Rocky Road»                   | октябрь 12, 2014          | 2.7/7         | 13                   | 7.92                     | 1.3                                    | 3.02                                   | 4.0                                    | 10.94                                  |
| 70 (4-04) | «The Apprentice»               | октябрь 19, 2014          | 2.7/7         | 15                   | 8.07                     | 1.2                                    | 2.79                                   | 3.9                                    | 10.86                                  |
| 71 (4-05) | «Breaking Glass»               | октябрь 26, 2014          | 2.4/6         | 22                   | 6.87                     | 1.1                                    | н/д                                    | 3.5                                    | н/д                                    |
| 72 (4-06) | «Family Business»              | ноябрь 2, 2014            | 2.6/7         | 14                   | 7.54                     | 1.3                                    | 3.04                                   | 3.9                                    | 10.57                                  |
| 73 (4-07) | «The Snow Queen»               | ноябрь 9, 2014            | 2.5/7         | 11                   | 7.42                     | 1.4                                    | 3.39                                   | 3.9                                    | 10.81                                  |
| 74 (4-08) | «Smash the Mirror»             | ноябрь 16, 2014           | 2.4/6         | Н/д                  | 6.80                     | 1.2                                    | 2.89                                   | 3.6                                    | 9.69                                   |
| 75 (4-09) | «Smash the Mirror»             | ноябрь 16, 2014           | 2.4/6         | Н/д                  | 6.80                     | 1.2                                    | 2.89                                   | 3.6                                    | 9.69                                   |
| 76 (4-10) | «Fall»                         | ноябрь 30, 2014           | 2.1/5         | 16                   | 6.43                     | 1.1                                    | 2.69                                   | 3.2                                    | 9.12                                   |
| 77 (4-11) | «Shattered Sight»              | декабрь 7, 2014           | 2.0/5         | 17                   | 6.20                     | 1.2                                    | 2.97                                   | 3.2                                    | 9.17                                   |
| 78 (4-12) | «Heroes and Villains»          | декабрь 14, 2014          | 1.7/5         | 25                   | 5.69                     | 1.2                                    | 2.76                                   | 2.9                                    | 8.45                                   |
| 79 (4-13) | «Darkness on the Edge of Town» | март 1, 2015              | 2.2/6         | н/д                  | 6.66                     | 1.1                                    | 2.55                                   | 3.3                                    | 9.21                                   |
| 80 (4-14) | «Unforgiven»                   | март 8, 2015              | 2.1/6         | н/д                  | 6.72                     | 0.9                                    | н/д                                    | 3.0                                    | н/д                                    |
| 81 (4-15) | «Enter the Dragon»             | март 15, 2015             | 1.8/6         | н/д                  | 5.88                     | 1.1                                    | 2.52                                   | 2.9                                    | 8.40                                   |
| 82 (4-16) | «Poor Unfortunate Soul»        | март 22, 2015             | 1.9/6         | н/д                  | 5.79                     | 1.0                                    | 2.50                                   | 2.9                                    | 8.29                                   |
| 83 (4-17) | «Best Laid Plans»              | март 29, 2015             | 1.7/6         | н/д                  | 5.48                     | 1.1                                    | 2.47                                   | 2.8                                    | 7.95                                   |
| 84 (4-18) | «Heart of Gold»                | апрель 12, 2015           | 1.6/5         | н/д                  | 5.17                     | 1.1                                    | 2.51                                   | 2.7                                    | 7.68                                   |
| 85 (4-19) | «Sympathy for the De Vil»      | апрель 19, 2015           | 1.7/5         | н/д                  | 5.12                     | 1.0                                    | 2.49                                   | 2.7                                    | 7.61                                   |
| 86 (4-20) | «Lily»                         | апрель 26, 2015           | 1.7/5         | 22                   | 5.21                     | 1.0                                    | 2.19                                   | 2.7                                    | 7.40                                   |
| 87 (4-21) | «Mother»                       | май 3, 2015               | 1.7/6         | 21                   | 5.31                     | 1.0                                    | 2.37                                   | 2.7                                    | 7.68                                   |
| 88 (4-22) | «Operation Mongoose»           | май 10, 2015              | 1.8/6         | 15                   | 5.51                     | 1.0                                    | 2.46                                   | 2.8                                    | 7.97                                   |
| 89 (4-23) | «Operation Mongoose»           | май 10, 2015              | 1.8/6         | 15                   | 5.51                     | 1.0                                    | 2.46                                   | 2.8                                    | 7.97                                   |